# Dromedopycnon arthritis
Dromedopycnon arthritis is een zeespin uit de familie Ammotheidae. De soort behoort tot het geslacht Dromedopycnon. Dromedopycnon arthritis werd in 2004 voor het eerst wetenschappelijk beschreven door Bamber. 